# Milano - New York
Milano-New York è il primo album in studio del disc jockey italiano DJ Jad, pubblicato il 23 giugno 2006 dalla Best Sound.

## Descrizione
Interamente registrato, missato e masterizzato a Manhattan su basi prodotte e arrangiate dallo stesso Jad, l'album contiene diciassette brani che hanno visto la partecipazione di musicisti e cantanti appartenenti alla scena newyorkese, tra cui Buckshot, Tony Touch, Sasha e Keith Murray. Secondo DJ Jad, si tratta di un disco «che merita rispetto, per la gente che ci ha lavorato, e soprattutto per il modo in cui l'ha fatto».
L'album è stato distribuito anche in edizione Dual Disc, il quale contiene quattro bonus track e un DVD che racchiude un videosaluto da parte di J-Ax a DJ Jad, foto inedite, il video del backstage e il videoclip di Vesuvius.

## Tracce
1. What's Good (feat. Buckshot and Maya Azucena)
2. We Got (feat. Psycho Les)
3. Crazy in Here (feat. Tony Touch and Sasha)
4. By My Side (feat. Maya Azucena and Big Brooklyn Red)
5. Born in the City (feat. Shabaam Sahdeeq and RAHJ)
6. This Feeling (feat. Maya Azucena and Krumbsnatcha)
7. Let It Go (feat. Grand Prix)
8. Criminal Thoughts (feat. Smif 'n' Wessun)
9. He Was He Is (feat. Nene Peterkin and N'Dea Davenport)
10. Vesuvius (feat. C-Rayz Walz)
11. Bang to Da Boogie (feat. Keith Murray)
12. Eyes Open (feat. RAHJ)
13. Oh Bwoy (feat. Nicky Alrica and Tata Squiyah)
14. Do Me (feat. Nene Peterkin)
15. Set It Off (feat. Neysa Malone and Krumbsnatcha)
16. Love B.U.G. (feat. Love Bug Starsky and Kerry)
17. Milano New York (F.R.A.V.I.)

Tracce bonus nell'edizione Dual Disc
1. Hello Vito
2. Stranger in Babylon (feat. Tamara Brown and Grand Prix)
3. Living on the Edge (feat. Myself)
4. Water to Wine (feat. Maya Azucena)